# IC 1173
IC 1173 ist eine Balken-Spiralgalaxie vom Hubble-Typ SAB(rs)c im Sternbild Herkules am Nordsternhimmel. Sie ist schätzungsweise 470 Millionen Lichtjahre von der Milchstraße entfernt und ist Mitglied des Herkules-Galaxienhaufens Abell 2151.
Entdeckt wurde das Objekt am 15. August 1892 vom französischen Astronomen Stéphane Javelle.